# 董悌忱
董悌忱 (1931年—1966年9月2日)，遼寧盤錦人。人類學家 、教育家，中國體質人類學的奠基者之一。  

## 生平
於1952年畢業於輔仁大學（1952年并于北京師範大學生物系。他經由蘇聯專家金娜、杜伯洛維娜和謝孔介紹進入莫斯科大學攻讀博士。1962年，他在吳定良推薦下進入復旦大學生物係人類學教研組。董悌忱是復旦大學人類學組早期的重要教師，他為中國大陆人類學，體質人類領域培養了大批人才。他因政治迫害而在1966年的文化大革命中自殺。 .
董悌忱是第一個在中國大陸開設體質人類學專業基礎課的教師，他早期的研究奠定了中国大陆人體測量學，活體測量學和古人類與古靈長類學的基礎。 
他生前的主要研究方向為古靈長類動物學，及皮紋學。 
他在巨猿的分類方向做出了重要的貢獻。 
在中国大陆改革开放之前，其体质人类学研究极为稀少。1960年至1979年间，只有董悌忱的广西僮族体质的人类学研究。